# Jazz en tête
Jazz en tête est un festival international de jazz, organisé depuis 1988 à Clermont-Ferrand,.
La grande majorité des jazzmen significatifs de notre époque passe ou est passée au festival Jazz en tête, de Miles Davis, McCoy Tyner et Herbie Hancock à Wynton Marsalis et Michel Petrucciani, sans oublier les divas actuelles Dee Dee Bridgewater, Dianne Reeves ou Cassandra Wilson.